# سد سرده بند

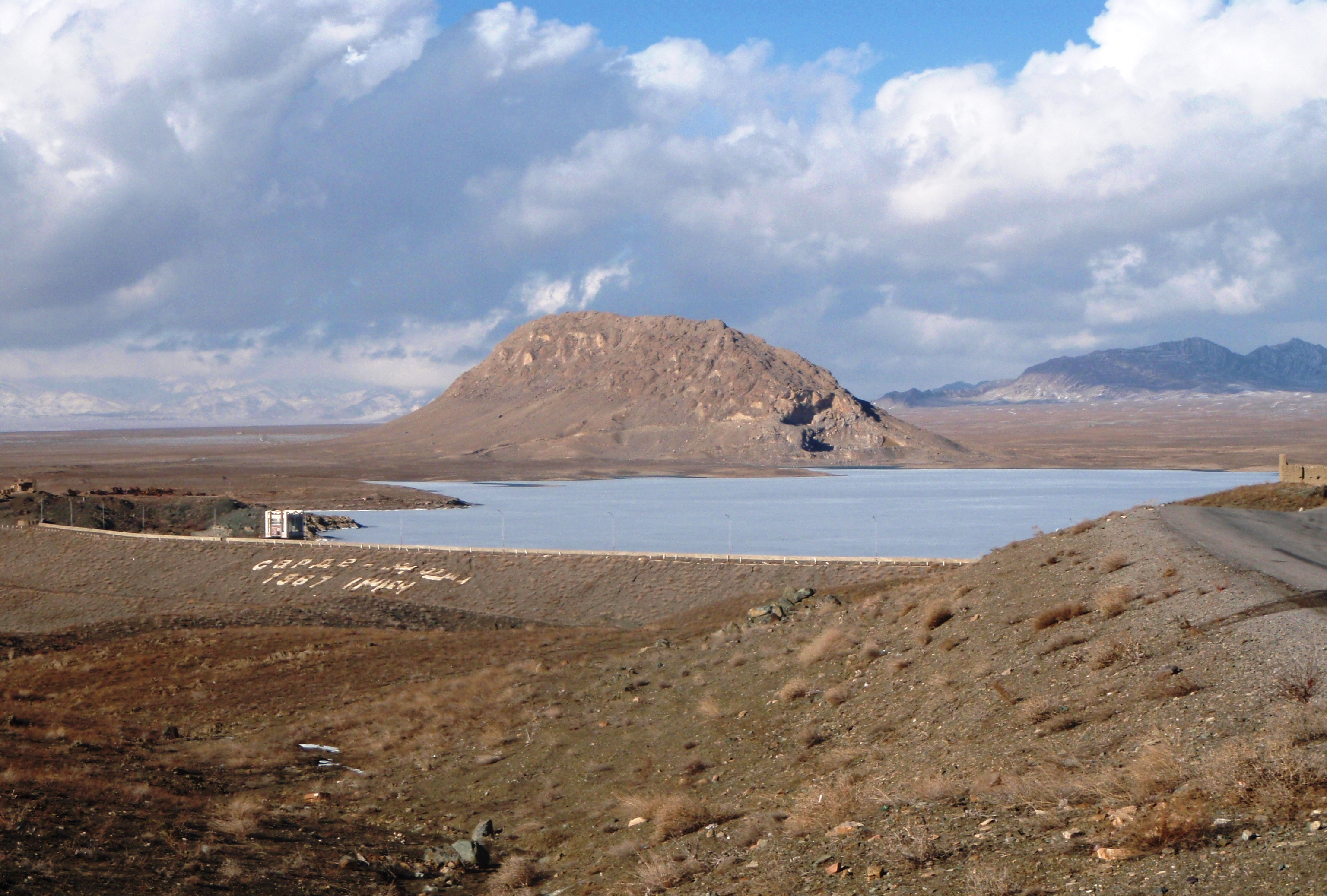

بند سرده در نزدیکی شهر سرده، شرق ولسوالی اندر در ولایت غزنی کشور افغانستان واقع شده‌است. این سد در سال ۱۹۶۷ میلادی، توسط اتحاد جماهیر شوروی سوسیالیستی و افغانستان، در زمان محمد ظاهر شاه پیش از جنگ شوروی–افغانستان ساخته شد. این سد پس از تکمیل، آب برای آبیاری ۶۷٬۰۰۰ جریب زمین را فراهم می‌کند. در حال حاضر فقط ۲٬۰۰۰ جریب زمین زیر شخم است. حداکثر ظرفیت مخزن آب ۲۵۹ میلیون متر مکعب است که در حال حاضر ۱۶۴ میلیون گالن آب دارد.
سیستم این سد شامل یک سد خاکی، ورودی، کانال سر ریز، یک کانال اصلی که به دو شاخه (یک کانال ۲۱٫۵ کیلومتری در سمت راست که خودش ۶ کانال کوچک دارد، و یک کانال ۳۰ کیلومتری در سمت چپ با ۱۶ کانال کوچک‌تر) تقسیم می‌شود، و همچنین ساختمان‌های اداری می‌باشد.
مخزن سد سرده از رود شمالی–جنوبی جیلگا که از ولایات پکتیکا و پکتیا می‌آید تغذیه می‌شود. در کتاب اطلس جمهوری دمکراتیک افغانستان در صفحه‌های ۱۳ و ۱۴، این رودخانه در شمال سد، با نام رود گردیز و در جنوب آن بنام رود سرده ثبت شده‌است.

## جستار های وابسته
- فهرست سدهای افغانستان